# Verdens Gang
Verdens Gang (kurz: VG; deutsch etwa Lauf der Welt) ist der Titel einer norwegischen Tageszeitung im Tabloidformat, die im Schibsted-Verlag erscheint. Die Zeitung ist Mitglied im journalistischen Recherche-Netzwerk European Investigative Collaboration (EIC).

## Geschichte
Verdens Gang wurde 1868 als Wochenblatt vom Lehrer Peder Olsen gegründet. Er redigierte das Blatt als liberales Aufklärungsblatt bis zu seinem Tode 1876. Von da an war Johan Sverdrup bis 1878 verantwortlich. 1878 bis 1910 leitete Olav Thommessen das Blatt. 1885 wurde daraus eine Tageszeitung. In dieser Zeit wurde Verdens Gang zur am weitesten verbreiteten politischen Zeitung Norwegens. 1910 kam es zu Zwistigkeiten zwischen Redaktion und Eigentümer, und Olav Thommessen verließ das Blatt mitsamt seinen Mitarbeitern und gründete die Zeitung Tidens Tegn, die bald ein großer Erfolg wurde.
Die Depression nach dem Ersten Weltkrieg versetzte der Zeitung einen schweren wirtschaftlichen Schlag. 1920 übernahm Verdens Gang die Zeitung Norske Intelligenz-Seddeler, Norwegens erste Zeitung. 1923 stellte Verdens Gang sein Erscheinen ein, und die Verlagsrechte gingen auf Tidens Tegn über.
1945 wurde kurz nach der Befreiung Norwegens von der deutschen Besatzung im Zweiten Weltkrieg von Mitgliedern der norwegischen Widerstandsbewegung erneut eine Zeitung unter dem Namen Verdens Gang gegründet. Die erste Ausgabe erschien am 23. Juni 1945.
1958 begann Verdens Gang die Erhebung von Musikcharts. Die VG-lista galten bis Ende der 2010er Jahre als Referenz der wöchentlich ermittelten Charts in Norwegen, dann übernahm die IFPI Norge als Vertreter der Musikindustrie die Veröffentlichung. Die Zusammenarbeit wurde 2025 endgültig beendet.
Verdens Gang, meist abgekürzt „VG“, war von 1981 bis 2010 die auflagenstärkste Zeitung Norwegens,; bei einer Auflage von rund 233.000 Stück im Jahr 2010 wurde sie von der Aftenposten (Auflage: 239.831) überholt. Chefredakteur ist seit 2011 Torry Pedersen.

## Stil
Im Vergleich zu der deutschen Presselandschaft kann die VG in Bezug auf Inhalt und Layout am ehesten mit dem Boulevardblatt Bildzeitung gleichgesetzt werden. VG hat auch durch das Zulassen von Bürgerjournalismus von sich reden gemacht.

## Chefredakteure
- 1868–1876: Peder Olsen
- 1876–1878: Johan Sverdrup
- 1878–1910: Olav Thommessen
- 1945–1967: Christian A. R. Christensen
- 1953: Knut Greve
- 1953–1978: Oskar Hasselknippe
- 1967–1978: Vegard Sletten
- 1969–1974: Arne Bonde
- 1978–1986: Tim Greve
- 1977–1987: Andreas Norland
- 1987–1993: Einar Hanseid
- 1994–2011: Bernt Olufsen
- ab 2011: Torry Pedersen